# Talspråk
Talspråk eller talat språk är den variant av ett språk som förmedlas genom tal. Det är den ursprungliga formen av mänskligt språk.
Talspråket jämförs främst med skriftspråket, vilket uppstod långt senare. Talspråket är ofta spontant och feltolerant, och det är inte ovanligt att nya ord introduceras då vokabulären haltar. I jämförelse med talspråket är skriftspråket konservativt; det följer strikta regler för att vara entydigt och lättförstått.
Tidigare var talspråket det normerande av de två, det vill säga språket definierades utifrån hur folk talade. Under 1900-talet gjordes flera stavningsreformer av svenska språket, med syfte att få skriftspråket allt närmare det talade språket. Med den ökande textkommunikationen har skriftspråket fått en normerande kraft, vilket därmed påverkar uttalet.